# 含水爆薬

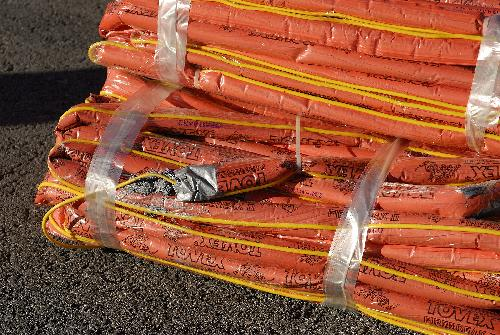
棒状の含水爆薬

含水爆薬（がんすいばくやく、英語: Water gel explosive）は、硝酸アンモニウムを主剤とし5 %以上の水を含有する比較的安全な爆薬である。スラリー爆薬とエマルション爆薬があるが、いずれも耐水性である。

## 歴史
アメリカ合衆国ユタ大学教授のメルビン・クックが1956年に硝酸アンモニウム、アルミニウム粉末、水からなる安全な爆薬を発明し、スラリー爆薬と名付け事業化した。この発明により、世界の産業爆薬は危険で乾いたダイナマイトから、安全で水を含み耐水性のある爆薬へと変わって来た。
近年の産業爆薬の主流は、旧来の火薬類を含有するものに代わり、硝酸アンモニウムを主剤とし、安全かつ安価な爆薬になっており、生産される爆薬の大半が硝安油剤爆薬（アンホ）と含水爆薬である。爆薬の威力と感度は、高い順に、エマルション爆薬、スラリー爆薬、硝安油剤爆薬である。エマルション爆薬は、雷管により起爆されるタイプである。スラリー爆薬には雷管起爆タイプに加え伝爆薬（ブースター）を必要とする「不起爆タイプ」もある。なお、硝安油剤爆薬はすべてが不起爆タイプである。

## 種類

### スラリー爆薬
スラリー爆薬 (Slurry explosives) は1957年にメルビン・クックによって発明された。
水分10 % - 20 %と硝酸塩60 % - 70 %の混合物である。泥状またはゲル状の爆薬で、「スラリー」とは「ドロドロした物」という意味である。威力を増すための発熱材としてのアルミニウム粉末や鋭感剤、架橋剤、粘稠剤を添加する。
- 鋭感剤の種類
  - モノメチルアミン硝酸塩
  - エチレングリコールモノナイトレート
  - エチレンジアミン
  - トリメチルアミン
  - プリピルアミン

長所は、耐水性、耐湿性が高く、安価で威力が高いこと。威力はアンホ爆薬より大きいがダイナマイトより小さい。しかし、威力当たりのコストが低いため多めに使用すれば問題とはならない。
短所は、水を含むため凍結に弱いことがある点で、寒冷地での使用には注意が必要である。

### エマルション爆薬
エマルション爆薬 (Emulsion explosive) は、油中水型エマルションからなるゲル状の爆薬。油相は油とワックス、水相は硝酸アンモニウムなどの硝酸塩の水溶液で、界面活性剤でエマルションをつくる。水の含有率は10 %前後である。
化学反応、パーライト、中空ガラスビーズ、機械的混合などで安定した微細な空気泡を含有させ、爆発性を増大させる。